# Limónides
En la mitología griega las limónides, limoníades o hénides (en griego: Λειμωνιάδες, leimōniádes; en latín: Limonides) son las ninfas de los prados (de λειμών, leimṓn, «prado» o «pradera». Son un tipo de ninfas epigeas («de la tierra») y probablemente sean las mismas que las pedíades, ninfas de las llanuras. Homero se refiere implícitamente a ellas cuando dice que algunas ninfas moran «en los herbosos prados» (πίσεα ποιήεντα, písea poiēenta).
 

En Sófocles:
«Ea, pues, déjame saludar esta tierra al partir. Adiós, ¡oh morada que me has protegido y ninfas de los arroyos y los prados!».
En Apolonio de Rodas:
«Tras este la desembocadura del Fílide, donde antaño Dípsaco acogiera en sus moradas al hijo de Atamante, cuando con el carnero huía de la ciudad de Orcómeno. Lo había alumbrado una ninfa de las praderas».
En los Himnos órficos:
«Ninfas de secretos pasos, nodrizas de Baco, jocosas y fructíferas; que os movéis por el prado con sinuosas carreras».